# Premis Nacionals de Cultura 2020
Els Premis Nacionals de Cultura 2020 van ser atorgats pel Consell Nacional de la Cultura i de les Arts d'acord amb el que estableixen la Llei 6/2008, de 13 de maig, del CoNCA i el Decret 148/2013, de 2 d'abril, dels Premis Nacionals de Cultura de la Generalitat de Catalunya. El lliurament dels premis es va fer el 29 de novembre del 2020 a la capella del Museu d’Art Contemporani de Barcelona. En aquest acte, atípic i sense públic a causa de la pandèmia de COVID-19, s'entregaren els guardons que reconeixen la trajectòria i el talent de tres entitats i dues creadores del país en l'àmbit de la cultura.

## Guardonats
- Maria del Mar Bonet[3]
- Carla Simón i Pipó[4]
- El Tricicle[5]
- Xamfrà[6]
- Centre d'Art i Natura de Farrera[7]